# スクロオキシ水酸化鉄
スクロオキシ水酸化鉄（Sucroferric oxyhydroxide）は人工透析適応の慢性腎不全での高リン酸血症治療薬として用いられるリン結合剤である。チュワブル錠として製剤化されている。日本では2015年9月に承認された。商品名ピートル。

## 化学的特徴と作用機序
スクロオキシ水酸化鉄は水酸化鉄(III)、スクロース、デンプンの混合物である。消化管中で鉄のヒドロキシ基がリンと配位子交換されてリン酸鉄(III)を生じ、水に難溶となって血中にリン酸が吸収され難くなり、その結果、血中リン酸濃度が低下する。

## 副作用
一般的な副作用は、下痢（22.7%）のほか、便の暗色化、異味、嘔気等である。副作用は通常使用継続中に軽減する。アレルギー反応が起こる事もある。

## 相互作用
鉄イオンとキレートを形成する薬剤は吸収が阻害される。ビスホスホネート、テトラサイクリン系抗生物質、甲状腺ホルモン製剤、セフジニル、抗パーキンソン剤、エルトロンボパグ オラミンである。